# پارک آرگاو یورا

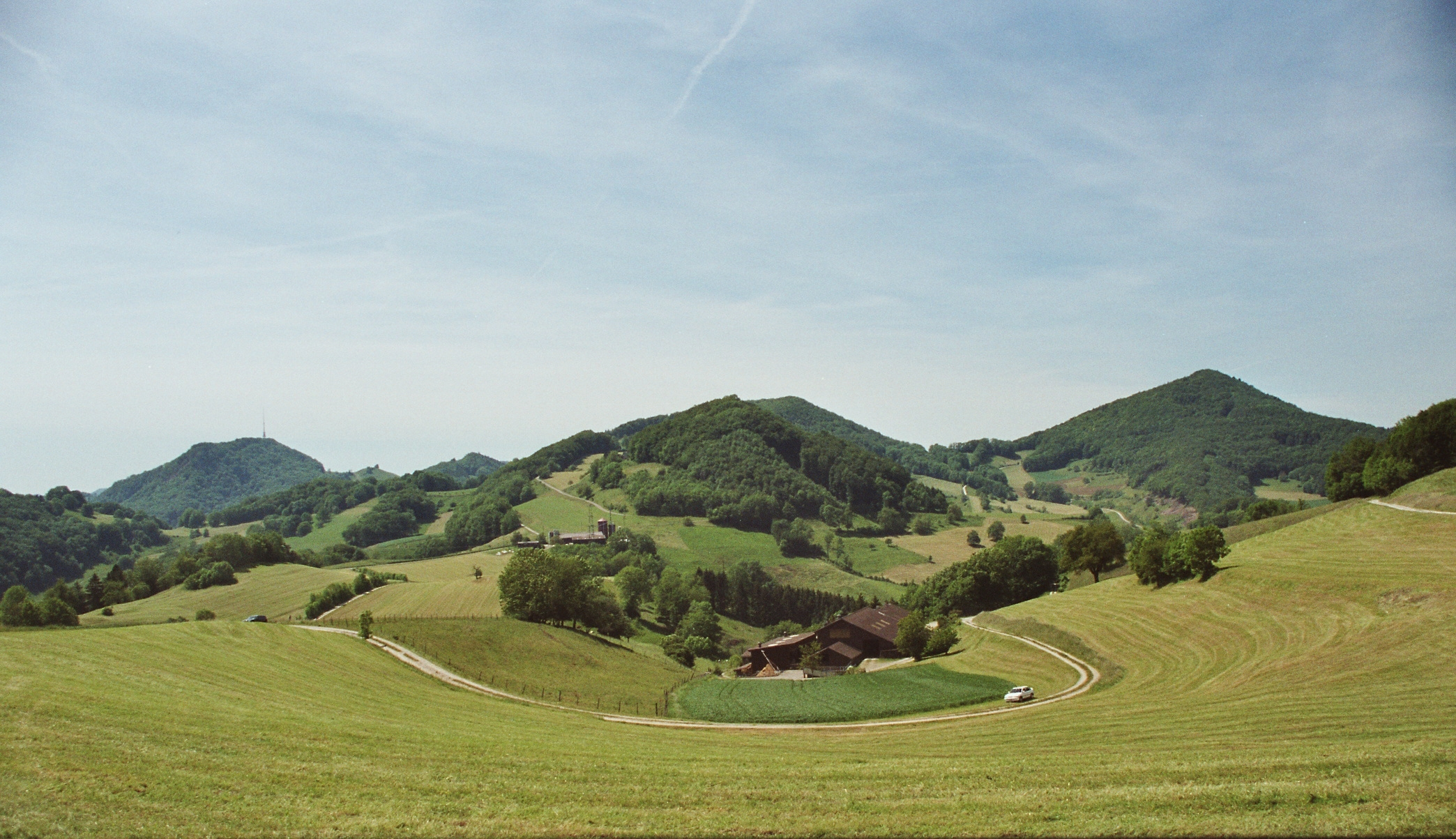

پارک آرگاو یورا (آلمانی: Aargau Jura Park) یک منطقه حفاظت شده در شمال شهر ارو، سوئیس است. این پارک ۲۴۱ کیلومتر مربع مساحت است و تا ۳۵۰ متر (۱۱۵۰ فوت) بالاتر از کف دره می‌رسد.